# Christian Gottfried von Dilleben
Christian Gottfried von Dilleben (død 1783) var en dansk ingeniørofficer.
Han tilhørte en hollandsk militærslægt, hvoraf i tidsrummet 1650-1750 ikke færre end seksten medlemmer var officerer i dansk tjeneste. Dilleben var født før 1727, deltog som tilskuer på tysk-russisk side i Den Polske Arvefølgekrig for at studere fortifikationskunst og blev 1757-58 sendt til Norge som medlem af den kommission, der skulle levere en plan til forbedring af fæstningen Frederiksstad. Dilleben gjorde tjeneste i Holsten fra 1735; først som konduktør, senere som overkonduktør, og ved det holstenske ingeniørkorps' oprettelse 1763 blev han ingeniørmajor; vistnok med bopæl i Glückstadt. 1771 blev han af Struensee udnævnt til chef for Ingeniørkorpset med sæde i København, men måtte fratræde ved kabinetssekretærens fald det følgende år.
En række bygningstegninger, den ældste dateret 1736, er bevaret fra Dillebens hånd; mest til vagtbygninger og fæstningsporte i Holsten, der ikke er bevarede. I Glückstadt er en række af hans værker bevarede og viser, at Dilleben arbejdede i en nøgtern barokstil.

## Værker
(alle i Glückstadt)
- Ombygning af det kgl. giethus (1769)
- Vagtbygning (1741)
- Ombygning af Provianthuset (1768)
- Ny facade på Kremper Tor (1769)
- Matrosvagt (1769)
- Forbedringer af Hitler Skanse (1775)
- Corps de garde (1771)

Tilskrivninger: Tøjhuset i Glückstadt